# 20013 Nureyev
20013 Nureyev este o planetă minoră (asteroid), cu un diametru de 4,987 km, din centura de asteroizi. A fost descoperită pe 11 septembrie 1991 la Observatorul Palomar de Henry E. Holt. 
Obiectul prezintă o orbită caracterizată de o semiaxă mare de 2,6172642 UAi, o excentricitate de 0,17, o înclinație de 13,19264 ° în raport cu ecliptica.